# Liopropoma collettei
Liopropoma collettei là một loài cá biển thuộc chi Liopropoma trong họ Cá mú. Loài này được mô tả lần đầu tiên vào năm 1988.

## Phân bố và môi trường sống
L. collettei có phạm vi phân bố ở Tây và Bắc Thái Bình Dương. Loài cá này được tìm thấy ở ngoài khơi Papua New Guinea, Philippines, Indonesia, và cũng được ghi nhận tại đảo Johnston và quần đảo Hawaii. L. collettei sống đơn độc và ưa lẩn trốn, thường bơi gần các rạn san hô ở độ sâu khoảng 35 m trở lại.

## Mô tả
Chiều dài cơ thể tối đa được ghi nhận ở L. collettei là 7,5 cm.
Số gai ở vây lưng: 7; Số tia vây mềm ở vây lưng: 13; Số gai ở vây hậu môn: 3; Số tia vây mềm ở vây hậu môn: 8.